# ACID (računarstvo)
Kratica ACID (engl. atomicity, consistency, isolation, durability) u računarstvu označava četiri svojstva koja moraju biti ostvarena pri izvođenju transakcije s bazom podataka, kako bi se osigurala valjanost podataka, čak i pri padu sustava. Transkacija je niz slijednih operacija na bazi podataka, koji se mogu promatrati kao jedna logička operacija nad podatcima.
Akronim su 1983. godine smislili Theo Haerder i Andreas Reuter.
Četiri svojstva su:
- Atomarnost (atomičnost) - ako bilo koja radnja s bazom u sklopu neke transkacije završi pogreškom, cijela transakcija prestaje, i baza ostaje nepromijenjena
- Konzistentnost - transkacije mogu dovesti bazu isključivo iz jednog validnog stanja u drugo validno stanje, pri čemu se čuva referencijalni integritet veze primarnog i sekundarnog ključa. Drugim riječima, izvođenje transakcije nikad neće "strgati" bazu. To ne osigurava da su uneseni podatci točni, samo da su ispravno uneseni u bazu.
- Izolacija - istovremene radnje s bazom daju isti rezultat kao da su radnje obavljene jedna iza druge. Svaka radnja je izolirana od druge.
- Durabilnost - sve završene transakcije s bazom ostat će zapisane i nepromijenjene u slučaju nestanka struje ili sličnog kvara